# Bolehnečici
Bolehnečici este o localitate din comuna Sveti Jurij ob Ščavnici, Slovenia, cu o populație de 135 de locuitori.